# 聖瑪利亞和聖亞納主教座堂
聖瑪利亞和聖亞納主教座堂（英語：Cathedral of St Mary and St Anne）是位於愛爾蘭城市科克的一座羅馬天主教教堂，是天主教科克暨羅斯教區的主教座堂。教堂竣工於1808年，但在1820年因火災受損。1964年時教堂進行了擴建。

## 外部連結
- Cathedral of St Mary and St Anne homepage （页面存档备份，存于）